# Hymenophyllum pollemonianum
Hymenophyllum pollemonianum är en hinnbräkenväxtart som beskrevs av Eduard Rosenstock. Hymenophyllum pollemonianum ingår i släktet Hymenophyllum och familjen Hymenophyllaceae. Inga underarter finns listade.